# マイク・キオーダ

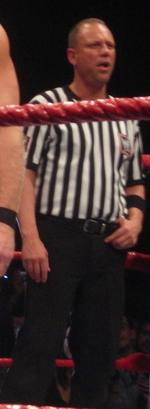
マイク・キオーダ (2009)

マイク・キオーダ（Mike Chioda、 1966年8月1日 - ）(本名:マイケル・キオーダ (Michale Joseph Chioda))は、アメリカのプロレスレフェリー。ニュージャージー州出身、デビューは1993年。WWEのSmackDown LIVEのレフェリーを担当している。2020年8月12日(現地)にてAEWのレフェリーデビュー